# Paul Scholz (Theologe)
Paul Scholz (* 29. Juni 1828 in Sagan; † 27. August 1900 in Breslau) war ein deutscher katholischer Theologe.
Er studierte ab 1848 in Breslau. Nach der Priesterweihe 1852 war er Kaplan in Guhrau und Repetent in Breslau. 1853 wurde er lic. theol. Er war von 1853 bis 1864 Religionslehrer am Matthias-Gymnasium. 1857 habilitierte er sich in Breslau für alttestamentliche Exegese. Ab 1868 war er ordentlicher Professor.
Seit 1877 war er Ehrenmitglied der katholischen Studentenverbindung KDStV Winfridia Breslau im CV.

## Schriften (Auswahl)
- De origine nominis יהוה. Breslau 1857.
- Commentarium de caritate Christiana intra familiae civitatis ecclesiae fines actionibus exhibenda. Paderborn 1863, OCLC 879606157.
- Die Ehen der Söhne Gottes mit den Töchtern der Menschen. Eine exegetisch-kritische, historische und dogmatische Abhandlung über den Bericht Genesis 6,1-4. Regensburg 1865.
- Götzendienst und Zauberwesen bei den alten Hebräern und den benachbarten Völkern. Regensburg 1877.